# Biocenoză
Termenul biocenoză (din greacă koinosis -a împărți) reprezintă un nivel supraindividual de organizare a materiei vii și descrie totalitatea organismelor vii, vegetale (fitocenoză) și animale (zoocenoză), care interacționează între ele și care conviețuiesc într-o biosferă (biotop), formând cu ea (el) un tot unitar și care se află într-un echilibru dinamic dependent de acel mediu. Ea se caracterizează printr-o anumită structură și funcționare dată de modelul circulației materiei, energiei și informației. Termenul de biocenoză a fost propus de Karl Möbius în 1877. 
Biocenoza reprezinta o grupare de plante și animale dintr-un mediu, plantele și animalele fiind adaptate la biotopul acelui mediu.
Biocenoza și mediul ei de viață (biotopul) formează ecosistemul, în cadrul căruia ele sunt strâns corelate și intercondiționate dialectic, astfel că biocenoza poate fi definită ca populația biotopului, iar biotopul ca locul, sau mediul, ocupat de biocenoză.
Știința care se ocupă cu studiul biocenozelor se numește  biocenologie sau biosociologie.
Între organismele unei biocenoze există numeroase relații de interdependență:
- intraspecifice:
  - de reproducere;
  - de concurență;
- interspecifice:
  - de concurență;
  - de cooperare;
  - de parazitism;
  - neutre.

Caracteristicile biocenozei sunt:
- diversitatea: numărul de specii. Cu cât diversitatea este mai mare cu atât biocenoza este mai stabilă.
- dominanța: specia predominantă.
- abundența: numărul de indivizi dintr-o biocenoză raportat la biomasă.
- constanța: consecvența cu care o specie trăiește in biocenoză.
- frecvența: raportul exprimat în procent dintre numărul de indivizi al unei probe și numărul total al probei.